# Kotys VIII.
Kotys VIII. (altgriechisch Κότυς Kótys; † 18/19 n. Chr.) war ab etwa 12 n. Chr. König der Odrysen  und Sapäer im östlichen Thrakien.

## Leben
Kotys VIII. war ein Sohn und der Erbe des römischen Klientelkönigs Rhoimetalkes I., der über die Odrysen und Sapäer herrschte. Nach dem Tod des Rhoimetalkes I. um 12 n. Chr. nahm Kaiser Augustus eine Teilung von dessen Reich vor, wobei er Kotys das Territorium südlich des Haimos und Rhoimetalkes’ Bruder Rhaskuporis III. die Ripa Thraciae im östlichen Niedermösien zuwies. Kotys kam jung zur Regierung und heiratete Antonia Tryphaina, Tochter des pontischen Königs Polemon I. und der Pythodoris. Er war Archon in Athen und errichtete eine Säulenhalle am Asklepios-Heiligtum in Epidauros.
Als Ovid in der Verbannung lebte, schrieb er einen Brief an Kotys, weil dieser, ein Freund der Bildung und Literatur, selbst dichtete und dem römischen Poeten als Nothelfer erschien. Laut Ovid führte Kotys seinen Stammbaum auf einen Heros der griechischen Mythologie, den Thrakerkönig Eumolpos, zurück. Der römische Dichter betont auch, dass Kotys friedensliebend gewesen sei. Der griechische Epigrammatiker Antipatros von Thessalonike lobte Kotys ebenfalls.
Der Onkel des Kotys, Rhaskuporis, fühlte sich bei der Reichsteilung benachteiligt und wollte sich das Gebiet seines Neffen gewaltsam aneignen. Er wagte sich aber nicht gegen Augustus aufzulehnen. Nach dessen Tod (14 n. Chr.) ließ er jedoch mehrere Festungen im Reich seines Neffen verwüsten, um einen Krieg zu provozieren. Kaiser Tiberius forderte die verfeindeten Könige auf, ihren Streit nicht kriegerisch auszutragen. Daraufhin entließ Kotys seine Truppen und stimmte dem Vorschlag seines Onkels zu, bei einem gemeinsamen Treffen den Streit beizulegen. Während eines bei dieser Gelegenheit veranstalteten Banketts wurde er auf Befehl seines Onkels verräterischerweise gefangen genommen. In einem Brief an Tiberius rechtfertigte Rhaskuporis seine Tat mit der Behauptung, dass Kotys ein Komplott gegen ihn geschmiedet habe. Der Kaiser verlangte, dass Kotys zur Untersuchung der Anschuldigungen überstellt werden und auch Rhaskuporis deshalb persönlich bei ihm erscheinen solle. Kotys wurde jedoch 18 oder 19 n. Chr. auf Befehl des Rhaskuporis ermordet, der den Tod seines Neffen als angeblichen Selbstmord ausgab. In der Folge wurde Rhaskuporis gefangen genommen, in Rom von Kotys’ Witwe Antonia Tryphaina angeklagt, nach Alexandria verbannt und dort bei einem Fluchtversuch getötet. Jenen Reichsteil, über den Kotys regiert hatte, erhielten seine minderjährigen Söhne unter der Vormundschaft des ehemaligen Prätors Titus Trebellenus Rufus.